# Aizcorbe
Aizcorbe (Aizkorbe, en euskera y de forma oficial) es una localidad de la Comunidad Foral de Navarra (España) del municipio de Araquil, situada en la Merindad de Pamplona, en la comarca de la La Barranca, en el valle de Araquil y a 18,5 km de la capital de la comunidad, Pamplona. Su población en 16 fue de 16 habitantes (INE).

## Geografía física

### Situación
La localidad está situado en una ladera, en el extremo este del valle de Araquil, a la izquierda del río Larráun a una altitud de 508 m s. n. m. Tiene una superficie de 2,06 km² y limita al norte con el Alto de Trinidad y el Paso de las Dos Hermanas, al sur y este con la cendea de Iza y al oeste con Irurzun.

## Demografía

### Evolución de la población
| 2000 | 2001 | 2002 | 2003 | 2004 | 2005 | 2006 | 2007 | 2008 | 2009 |
| ---- | ---- | ---- | ---- | ---- | ---- | ---- | ---- | ---- | ---- |
| 15   | 15   | 18   | 19   | 15   | 17   | 17   | 17   | 18   | 18   |